# Lutzelhouse
Lutzelhouse (Lézelhüse in alsaziano,Lützelhausen in tedesco) è un comune francese di 1 893 abitanti situato nel dipartimento del Basso Reno nella regione del Grand Est.

## Società

### Evoluzione demografica
Abitanti censiti